# اردوگاه پناهندگان برج البراجنه
اردوگاه پناهندگان برج البراجنه از اردوگاه‌های آوارگان فلسطینی در لبنان است که در سال ۱۹۴۸ در نزدیکی روستای برج البراجنه در حومه جنوب بیروت ایجاد شد وسعت این اردوگاه، یک کیلومتر مربع و جمعیت آن ۲۵ هزار نفر است. اردوگاه برج البراجنه از نظر مساحت و تراکم جمعیت، یکی از بزرگترین کمپ های منطقه بیروت به شمار می رود.

## موقعیت و جمعیت
اردوگاه برج البراجنه در حومه جنوبی بیروت و در نزدیکی فرودگاه بین المللی بیروت قرار دارد که توسط سازمان صلیب سرخ جهانی در سال ۱۹۴۸ برای اسکان پناهندگان از الجلیل در شمال فلسطین ایجاد شده است. در گزارش آژانس امداد و پناهندگان سازمان ملل متحد (UNRWA)، ۱۶۰۰۰ پناهنده را در این اردوگاه ثبت شده است.
اکثر ساکنان اردوگاه ریشه در روستاهای الجلیل در ناحیه عکا دارند. بیشتر آنها از اهالی روستاهای کویکات، الکابری، ترشیحا، شعب و شیخ داود هستند. در حالی که بقیه جمعیت اردوگاه از الغابسیه، الخالصه، سعسع، سحماتا، دیرالقاسی، البروة، عمقا، صفد، فارة، عکا، صفوریه، نحف، میعار، الدامون، النهر و.... هستند.
پناهندگان در گروه‌های متوالی به اردوگاه رسیدند و محل اقامت خود را بر اساس وابستگی‌های روستایی تنظیم کردند. بنابراین محلاتی شکل گرفت که مظهر این روستاهای کوچک فلسطینی بودند و محله ها و جوامع به نام روستاهای فلسطینی که خانواده ها از آنجا آمده بودند نامگذاری شدند.
در بحبوحه حوادث بحران سوریه، پناهندگان سوری ۴۷ درصد از جمعیت اردوگاه را در سال ۲۰۱۷ تشکیل می دادند.

## آموزش و بهداشت
در این کمپ، UNRWA هفت مدرسه ابتدایی و راهنمایی، یک مدرسه متوسطه، یک مرکز راهنمایی شغلی، یک مرکز آموزشی برای زنان، و یک مرکز بهداشتی، که روزانه تا ۱۱۵ بیمار مراجعه کننده دارد، را اداره می‌کند. در این اردوگاه بیشتر مردان در بخش ساختمانی کار می‌کنند؛ اگرچه برخی از آنها دارای مدرک متوسطه یا دانشگاهی هستند. برخی از زنان نیز در کارخانه های خیاطی کار می کنند. این اردوگاه در طول سال های جنگ داخلی لبنان آسیب جدی دید و نزدیک به یک چهارم جمعیت آن آواره شدند.

## مشکلات و بحران ها در اردوگاه
بحران در خدمات و زیرساخت های حیاتی در اردوگاه به ویژه در سطح شبکه های برق و آب بدتر می شود.
با وجود افزایش جمعیت و نیاز مبرم به افزایش پوشش برق اردوگاه، شرکت برق پاسخ مناسبی نمی دهد. کابل های برق به طور تصادفی با منابع آب و اینترنت در هم تنیده شده و منجر به مرگ و میر ناشی از برق گرفتگی می شود.
ساکنان این اردوگاه نیز از بحران آب آشامیدنی رنج می برند.
علاوه بر مشکلات لوله‌کشی آب و فاضلاب، زیرساخت های ضعیف به ویژه در فصل زمستان و عدم رسیدگی به زباله ها و انباشت آن مشکلات زیادی را به دنبال دارد. کافی نبودن تعداد کارگران بهداشتی برای جمع‌آوری زباله برای جمعیت رو به رشد، از دیگر مشکلات در این اردوگاه است.